# 저작자
저작자(著作者)는 저작물을 창작 한 사람이다. 구체적으로는 소설가 · 만화가 등 출판물의 저자, 작사가 · 작곡가, 드라마 · 영화 · 애니메이션 등의 감독 · 극작가, TV 프로그램 · 라디오 프로그램의 제작자, 연극의 극작가, 화가 · 조각가 등 예술 작품의 작가 등이다.